# Редиу (Галац)
Редиу (рум. Rediu) насеље је у Румунији у округу Галац у општини Редиу. Oпштина се налази на надморској висини од 111 m.

## Становништво
Према подацима из 2002. године у насељу је живело 3909 становника, од којих су сви румунске националности.

### Хронологија
| Година       | 1992 | 1993 | 1994 | 1995 | 1996 | 1997 | 1998 | 1999 | 2000 | 2001 | 2002 | 2003 | 2004 | 2005 | 2006 | 2007 | 2008 | 2009 | 2010 | 2011 | 2012 | 2013 | 2014 | 2015 | 2016 | 2017 |
| ------------ | ---- | ---- | ---- | ---- | ---- | ---- | ---- | ---- | ---- | ---- | ---- | ---- | ---- | ---- | ---- | ---- | ---- | ---- | ---- | ---- | ---- | ---- | ---- | ---- | ---- | ---- |
| Становништво | 4531 | 4462 | 4412 | 4355 | 4299 | 4293 | 4278 | 4270 | 4271 | 4291 | 4257 | 4156 | 4114 | 4061 | 4010 | 3982 | 2627 | 2550 | 2442 | 2373 | 2335 | 2317 | 2283 | 2236 | 2212 | 2155 |